# Lijst van nummer 1-albums in de Nederlandse Album Top 100 in 2007
Onderstaande albums stonden in 2007 op nummer 1 in de Nederlandse Album Top 100. De lijst werd samengesteld door GfK Mega Charts.
| Nummer | Datum        | Artiest                                   | Titel                                      |
| ------ | ------------ | ----------------------------------------- | ------------------------------------------ |
| 537    | 6 januari    | Trijntje Oosterhuis & Metropole Orchestra | The Look Of Love (Burt Bacharach Songbook) |
|        | 13 januari   | Trijntje Oosterhuis & Metropole Orchestra | The Look Of Love (Burt Bacharach Songbook) |
|        | 20 januari   | Trijntje Oosterhuis & Metropole Orchestra | The Look Of Love (Burt Bacharach Songbook) |
| 540    | 27 januari   | Boudewijn de Groot                        | Lage Landen                                |
| 541    | 3 februari   | Norah Jones                               | Not Too Late                               |
|        | 10 februari  | Norah Jones                               | Not Too Late                               |
|        | 17 februari  | Norah Jones                               | Not Too Late                               |
|        | 24 februari  | Norah Jones                               | Not Too Late                               |
| 542    | 3 maart      | Kaiser Chiefs                             | Yours Truly, Angry Mob                     |
| 541    | 10 maart     | Norah Jones                               | Not Too Late                               |
| 543    | 17 maart     | Within Temptation                         | The Heart Of Everything                    |
| 544    | 24 maart     | VanVelzen                                 | Unwind                                     |
| 545    | 31 maart     | Joss Stone                                | Introducing Joss Stone                     |
| 546    | 7 april      | Gerard Joling                             | Maak Me Gek                                |
| 547    | 14 april     | Tiësto                                    | Elements Of Life                           |
|        | 21 april     | Tiësto                                    | Elements Of Life                           |
| 548    | 28 april     | Arctic Monkeys                            | Favourite Worst Nightmare                  |
| 549    | 5 mei        | Michael Bublé                             | Call Me Irresponsible                      |
|        | 12 mei       | Michael Bublé                             | Call Me Irresponsible                      |
|        | 19 mei       | Michael Bublé                             | Call Me Irresponsible                      |
|        | 26 mei       | Michael Bublé                             | Call Me Irresponsible                      |
|        | 2 juni       | Michael Bublé                             | Call Me Irresponsible                      |
|        | 9 juni       | Michael Bublé                             | Call Me Irresponsible                      |
| 550    | 16 juni      | Bon Jovi                                  | Lost Highway                               |
| 549    | 23 juni      | Michael Bublé                             | Call Me Irresponsible                      |
|        | 30 juni      | Michael Bublé                             | Call Me Irresponsible                      |
| 551    | 7 juli       | Dolly Dots                                | Reünieconcert                              |
| 549    | 14 juli      | Michael Bublé                             | Call Me Irresponsible                      |
| 552    | 21 juli      | BZN                                       | Adieu BZN - The Last Concert               |
| 553    | 28 juli      | Toppers                                   | Toppers In Concert 2007                    |
| 552    | 4 augustus   | BZN                                       | Adieu BZN - The Last Concert               |
|        | 11 augustus  | BZN                                       | Adieu BZN - The Last Concert               |
| 554    | 18 augustus  | Mika                                      | Life In Cartoon Motion                     |
| 555    | 25 augustus  | Elvis Presley                             | The Dutch Collection                       |
| 556    | 1 september  | Jannes                                    | Mijn Naam Is... Jannes                     |
| 557    | 8 september  | Marianne Weber                            | Tranen Van Geluk                           |
| 558    | 15 september | Gloria Estefan                            | 90 Millas                                  |
| 559    | 22 september | Guus Meeuwis                              | Hemel Nr. 7                                |
| 560    | 29 september | Nick & Simon                              | Vandaag                                    |
| 561    | 6 oktober    | Katie Melua                               | Pictures                                   |
|        | 13 oktober   | Katie Melua                               | Pictures                                   |
|        | 20 oktober   | Katie Melua                               | Pictures                                   |
|        | 27 oktober   | Katie Melua                               | Pictures                                   |
| 562    | 3 november   | Eagles                                    | Long Road Out Of Eden                      |
| 563    | 10 november  | André Hazes                               | Samen Met Dré                              |
|        | 17 november  | André Hazes                               | Samen Met Dré                              |
|        | 24 november  | André Hazes                               | Samen Met Dré                              |
| 564    | 1 december   | Anouk                                     | Who's Your Momma                           |
| 565    | 8 december   | Paul de Leeuw                             | Symphonica In Rosso                        |
|        | 15 december  | Paul de Leeuw                             | Symphonica In Rosso                        |
|        | 22 december  | Paul de Leeuw                             | Symphonica In Rosso                        |
|        | 29 december  | Paul de Leeuw                             | Symphonica In Rosso                        |

Lijsten van nummer 1-albums in de Nederlandse Album Top 100

1969 ·
1970 ·
1971 ·
1972 ·
1973 ·
1974 ·
1975 ·
1976 ·
1977 ·
1978 ·
1979 ·
1980 ·
1981 ·
1982 ·
1983 ·
1984 ·
1985 ·
1986 ·
1987 ·
1988 ·
1989 ·
1990 ·
1991 ·
1992 ·
1993 ·
1994 ·
1995 ·
1996 ·
1997 ·
1998 ·
1999 ·
2000 ·
2001 ·
2002 ·
2003 ·
2004 ·
2005 ·
2006 ·
2007 ·
2008 ·
2009 ·
2010 ·
2011 ·
2012 ·
2013 ·
2014 ·
2015 ·
2016 ·
2017 ·
2018 ·
2019 ·
2020 ·
2021 ·
2022 ·
2023 ·
2024 ·
2025

Lijsten van nummer 1-albums van de Stichting Nederlandse Top 40

1969 ·
1970 ·
1971 ·
1972 ·
1973 ·
1974 ·
1975 ·
1976 ·
1977 ·
1978 ·
1979 ·
1980 ·
1981 ·
1982 ·
1983 ·
1984 ·
1985 ·
1986 ·
1987 ·
1988 ·
1989 ·
1990 ·
1991 ·
1992 ·
1993 ·
1994 ·
1995 ·
1996 ·
1997 ·
1998 ·
1999 ·
2011 ·
2012 ·
2013 ·
2014 ·
2015
- Nederland
- Vlaanderen